# Tandem Affinity Purification

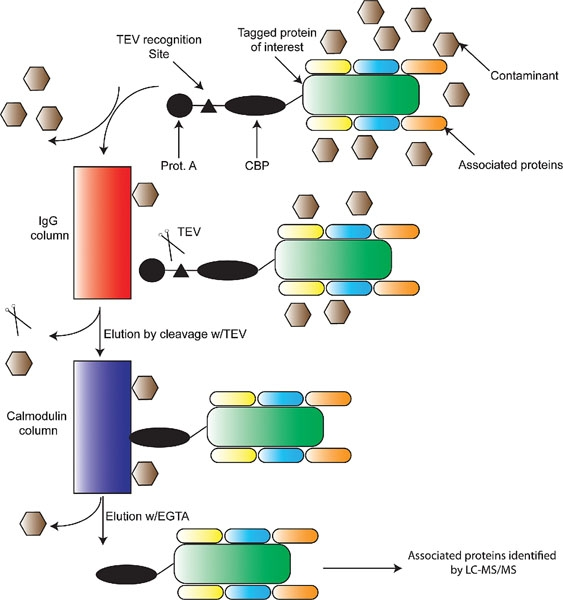
Schema der Tandem Affinity Purification

Die Tandem Affinity Purification (TAP) beschreibt die Proteinreinigung unter Verwendung zweier verschiedener chromatographischer Aufreinigungsmethoden. Bei einer Verwendung zweier verschiedener Protein-Tags können beispielsweise zwei verschiedene Affinitätschromatographien durchgeführt werden. Im erweiterten Sinne umfasst die Tandem Affinity Purification alle seriellen Aufreinigungsverfahren, die auf der Affinität des aufzureinigenden Materials zur stationären Phase beruhen.

## TAP-Tag
Ab dem Jahr 1999 wurden Tandem Affinity Purification Tags für Proteine entwickelt, welche aus zwei verschiedenen, aufeinander folgenden Protein-Tags bestehen. Dessen äußeres (N- oder C-terminales) Protein-Tag wird in der ersten Säule nach Entfernung unerwünschter Bestandteile aus dem Zellaufschluss durch die Protease TEV gespalten, wodurch das gewünschte Protein (ohne sein äußeres Protein-Tag), die TEV-Protease und einige restliche Kontaminationen von der Chromatographiesäule eluieren. Die TEV-Protease aus dem Tobacco Etch Virus hat eine längere Erkennungssequenz (Glu-Asn-Leu-Tyr-Phe-Gln-(Gly/Ser) bzw. ENLYFQ(G/S)), um das aufzureinigende Protein nicht an anderen Stellen zu zerschneiden. Meistens wird zur Entfernung der TEV-Protease und restlicher Kontaminationen als zweites, innenliegendes Protein-Tag das CaM-Tag oder ein Biotin-basiertes Tag verwendet, da deren Elutionsbedingungen nicht denaturierend sind und die Bestandteile des Elutionspuffers (EGTA bzw. Biotin) wenig bei einer folgenden Verwendung stören.
Die Wahl des TAP-Tags und das N- oder C-terminale Einfügen wird durch den Erhalt der biologischen Aktivität des Proteins bestimmt, da manche Kombinationen zu einer fehlerhaften Proteinfaltung und somit geminderter Funktion führen können. Daher wird der Einfluss der Position des TAP-Tags auf die Funktion des Fusionsproteins experimentell bestimmt.
Nachdem nur wenige Kombinationen hohe Proteinmengen und Ausbeuten der Proteinreinigung erlauben, werden heute vereinzelte Kombinationen eingesetzt, z. B. das SBP-CBP-Tag (InterPlay), das FLAG-HA-Tag, das 3xFLAG-His-Tag, das ProtA-ProtC-Tag, das ProtG-SBP-Tag, das 2xFLAG-ProtA-Tag, das His-2xStrepII-Tag, das SBP-HA-Tag und das SBP-His-Tag.

## Anwendungen
Die Tandem Affinity Purification wird unter anderem zur  Reduktion der Reinigungsschritte bei der Proteinreinigung eingesetzt. In Kombination mit der Massenspektrometrie oder mit einem Western Blot können Proteine identifiziert und Protein-Protein-Interaktionen längerer Verweildauer nachgewiesen werden.